# 송호림
송호림(宋虎林, 1923년 5월 12일 ~ 1996년 9월 17일)은 대한민국의 군인 출신 정치인이다. 본관은 여산(礪山)이며 호(號)는 여산(礪山)이다.

## 일생
전라북도 전주에서 출생하였으며  평안남도 평원에서 성장했다. 20세의 나이로 일본에 유학하여 일본 와세다 대학에 재학했다. 대학교 재학 중 태평양 전쟁이 종전되면서 한국으로 귀국하였고, 육군사관학교에 입교해 제3기로 졸업하고 군인이 되었다. 
5·16 군사정변 성공 후 군정기에 전라남도지사를 지냈으며, 1973년에 육군 중장으로 예편하였다. 제9대 국회의원 선거를 앞두고 통일주체국민회의를 통해 국회의원으로 선출되면서 제9대 국회의원을 지냈다.

## 학력
- 1945년 : 일본 와세다 대학교 철학과 3년 중퇴
- 1947년 : 대한민국 육군사관학교 3기
- 1952년 : 대한민국 육군보병학교 졸업
- 1957년 : 대한민국 육군대학 졸업
- 1965년 : 국방대학원 행정학 석사

## 약력
- 육군 제1연대장(대령)
- 육군본부 보병감(대령)
- 육군본부 인사참모부 충원과장(대령 → 준장)
- 육군본부 인사참모부 충원과장 재직 시절 육군 준장 진급.
- 육군 제19연대장(준장)
- 육군 제15연대장(준장)
- 육군 제15연대장에서 육군 제31사단장으로 전보되었는데 육군 제31사단장 보임과 함께 육군 소장 진급.
- 육군 제31사단장(소장)
- 1961년 : 전라남도 지사(육군 소장 신분)
- 육군 제2사단장(소장)
- 육군 제2사관학교 교장(소장 → 중장)
- 육군 제2사관학교 교장 재직 시절 육군 중장 진급
- 1967년 : 육군보병학교 교장(중장)
- 1969년 : 육군 전투병과 교육사령관(중장)
- 1973년 : 육군 중장 예편
- 1973년 ~ 1979년 : 제9대 국회의원

## 역대 선거 결과
| 실시년도 | 선거 | 대수 | 직책     | 선거구           | 정당       | 득표수 | 득표율      | 순위 | 당락 | 비고 |
| -------- | ---- | ---- | -------- | ---------------- | ---------- | ------ | ----------- | ---- | ---- | ---- |
| 1973년   | 총선 | 9대  | 국회의원 | 통일주체국민회의 | 유신정우회 |        | \| \| 0% \| | 지명 |      | 초선 |
|          | 0%   |      |          |                  |            |        |             |      |      |      |